# Tortyra chalcodes
Tortyra chalcodes là một loài bướm đêm thuộc họ Choreutidae. Nó được tìm thấy ở Costa Rica và México.